# Жаглин, Алексей Григорьевич
Алексей Григорьевич Жаглин (20 августа 1937, Хохол — 22 июня 1999, Воронеж) — передовик производства, слесарь Воронежского научно-исследовательского института связи. Герой Социалистического Труда (1987). Заслуженный машиностроитель РСФСР (1980).

## Биография
Родился 20 августа 1937 года в крестьянской семье в селе Хохол Хохольского района.
Окончил среднюю школу, поступил в ПТУ № 1 в Воронеже, которое окончил по специальности «слесарь». В 1955 году был призван на срочную службу. Служил на Северном флоте в звании старшего матроса. После армии возвратился в Воронеж, где в 1958 году устроился на работу в Воронежский НИИ связи. Работал на этом предприятии до своей кончины в 1999 году.
Во время своей работы внёс несколько десятков рационализаторских предложений. В 1974 году был награждён Орденом Ленина за участие в создании нового принципа связи. В 1987 году был удостоен звания Героя Социалистического Труда «за большие заслуги в создании, проведении испытаний и освоение серийного производства специальной техники».

## Награды
- Герой Социалистического Труда — указом Президиума Верховного Совета СССР от 14 мая 1987 года;
- Орден Ленина (1974 — № 449553, 1987 — № 459726);
- Медаль «В ознаменование 100-летия со дня рождения Владимира Ильича Ленина» (1970).